# Sirena (DC Comics)
Sirena es el nombre de dos supervillanos ficticios, ambos aparecen en libros publicados por DC Comics. El primer personaje en usar el nombre es Hila, la hermana gemela idéntica de Mera. Originaria del mismo sub-reino submarino que su hermana, Hila era la gemela más joven y se la consideraba la oveja negra de la familia. Con el tiempo, se convierte en enemiga tanto de Mera como de Aquaman. La segunda Sirena era una Lwa menor que se parecía a una sirena. Ecoterrorista, la segunda Sirena unió fuerzas con Vándalo Salvaje y se convirtió en enemiga de los Jóvenes Titanes.

## Historial de publicaciones
La primera Sirena hizo su debut en Aquaman vol. 1 # 22, y es la hermana gemela idéntica de Mera y cuñada de Aquaman.
La segunda Sirena es una sirena que hizo su primera aparición en Teen Titans # 5 (julio de 1999), y fue creada por Devin Grayson y Mark Buckingham.

## Biografía del personaje ficticio

### Hila
Hila es la hermana gemela menor idéntica de Mera y cuñada de Aquaman. Un alborotador nato, Hila era la oveja negra de la familia. Dada su reputación, fue fácilmente incriminada por un crimen y sentenciada al exilio con su amante Kandor.
Unos años más tarde, estaban en la Tierra. Kandor estaba en una búsqueda para localizar a las anguilas doradas y adquirir sus poderes. Había empezado a utilizar el control mental para mantener a la aburrida Hila a su lado. Hizo que le preparara una trampa a Aquaman, con la intención de interrogarlo sobre la ubicación de las anguilas. Hila recibió algo de afecto de Aquaman antes de que Mera los sorprendiera en el acto. Luego lo atrajo a un enfrentamiento con Kandor. En realidad, Hila había planeado que los dos hombres se golpearan entre sí, dejándola libre.
Hila llegó a Atlantis y se hizo pasar por Mera. Pero los actos de adoración pública por la Reina por parte de los Atlantes, incluida una celebración de cumpleaños, la hicieron sentir culpable. Con lágrimas en los ojos admitió la verdad y regresó para rescatar a Arthur. Kandor había ganado la batalla en la batalla y estaba listo para aplastar literalmente a su oponente, cuando Hila rescató a su cuñado y se enfrentó a su amante. Los dos lucharon usando sus poderes de agua dura.
Mientras tanto, el profesor Xeron / Kreon se puso en contacto con Mera y restauró sus poderes perdidos. La segunda hermana se unió a la refriega, pero la confusión general permitió que Kandor volviera a poner a una de las hermanas bajo su control mental. Aquaman estaba entonces en una nueva situación. Las dos hermanas idénticas estaban peleando por su destino, una tratando de matarlo y la otra para salvarlo. El controlado por la mente perdió la pelea.
A Kandor le preocupaba que su Hila estuviera herida, solo para descubrir que había cometido el mismo error que Arthur: no podía distinguirlos. Mera fue la primera hermana controlada mentalmente y luego derrotada. Hila fue la defensora de Aquaman y la vencedora. Los cuatro tuvieron que unir fuerzas contra los Hombres Armadillo; creado por Kandor para ser su ejército privado, las construcciones genéticas se habían rebelado. Las dos hermanas y sus respectivas consortes pudieron derrotarlos.
Un Kandor cansado pero sano soltó a Mera y expresó su amor por ella. Luego, Aqualad se unió a los cuatro. Había utilizado el contacto con Dimension Aqua para hacer algunas preguntas. La inocencia de Hila y Kandor de su crimen original había sido probada hace algún tiempo. Sus nombres estaban claros y su sentencia había sido cancelada. Los otros miembros de su raza simplemente no pudieron localizarlos y recordarlos. El dúo regresó a casa pero se desconocen sus actividades posteriores.
Años más tarde, Hila, que ahora se hace llamar Sirena, ataca a Mera y Aquaman. Mientras Mera separa a su esposo de Hila, ella revela que Sirena fue enviada para matarlo, procediendo luego a confesarle sus verdaderos orígenes. Mera también afirma que, a pesar de que su misión original era en solitario, Sirena ahora está respaldada por todo el Escuadrón de la Muerte, soldados de élite de Xebel a las órdenes de la princesa en funciones, y que ella es su hermana Hila.
A continuación se ve a Sirena acercándose a Black Manta en la lápida demolida del padre de Aquaman. El Escuadrón de la Muerte comienza a luchar contra Black Manta, pero antes de que la lucha llegue demasiado lejos, Sirena los detiene. Ella le dice a Black Manta que necesitan trabajar juntos para encontrar a su hijo, mientras hace una imagen de agua dura de Jackson Hyde. Sirena, con la ayuda de Black Manta, localiza a Jackson, pero Aquaman lleva a Jackson y su padre adoptivo a un lugar seguro de Black Manta y Sirena.
Después de que Jackson descubre la verdad detrás de su origen, Aquaman y Jackson (que ahora se hace llamar Aqualad) son emboscados por Sirena y los soldados de Xebel. La lucha continúa en la playa donde ciudadanos inocentes quedan atrapados en el fuego cruzado. Miente a Aquaman diciéndole que su Escuadrón de la Muerte había capturado a Mera mientras buscaba ayuda y que ella misma había matado a su hermana. Cuando Aquaman estaba a punto de devolver el golpe a Sirena, Black Manta surgió del agua y cortó la mano derecha de Aquaman. Mera y Aquagirl llegan y ayudan a Aquaman en la batalla; Mera le dice a Aquaman que su hermana mintió sobre su condición por razones desconocidas. Mera y Jackson pueden trabajar juntos para sellar a Black Manta, Sirena y al resto de los invasores en el Triángulo de las Bermudas; Sirena le gritó a su hermana Mera su traición a Xebel.

#### The New 52
Sirena regresa en The New 52. Se la representa como más débil que Mera y sin habilidades hidrocinéticas. Una oscura versión alternativa de Atlantis de una realidad paralela conocida como Thule comienza a hacer incursiones en la Tierra. Hila negocia con los gobernantes de Thule poderes iguales a los de Mera y encarcela y se hace pasar por su hermana, declarando a Aquaman un traidor y enemigo de Atlantis, convirtiéndose en el único gobernante del reino. Ella gobierna en secreto en nombre de los reyes hechiceros de Thule, enviando mercenarios para matar a Aquaman.
Mera finalmente se libera del cautiverio después de superar los encantamientos que pretendían mantener su magia reprimida. Ella fácilmente domina a Hila, que presumiblemente está encarcelada.

### La Sirène la Bailene
La segunda Sirena apareció por primera vez como un ecoterrorista de sirenas, Sirena había comenzado una campaña que debería evitar que los humanos se acercaran al agua. Cantó su canción mientras caminaba por la ciudad de Cuatro  Héroes, Maine. Tempest, Argent y Damage de los Titanes investigaron el caso y Tempest pronto conoció a Sirena. La responsabilizó por el miedo de la gente al agua porque ella "se destaca" y recientemente ha estado nadando. Sirena intenta escapar, pero Tempest la congela. Ella escapa primero haciendo que Damage la libere del hielo y luego haciendo que Argent y Damage le tengan miedo al agua para que Tempest tenga que salvarlos. Tempest más tarde la encuentra en los bajíos y logra capturarla dejándola inconsciente. Ella es liberada de su encarcelamiento por Vándalo Salvaje, a quien paga al unirse al equipo criminal que él había formado llamado Tartarus.
Como miembro de Tartarus, Sirena fue degradada a una compañera de Vándalo Salvaje y tuvo poca importancia en la historia en la que apareció. Ella era una secuaz en el plan de Vándalo Salvaje para atacar H.I.V.E., dirigida por Adeline Wilson, la esposa de Deathstroke, en una isla flotante sobre el país ficticio de Zandia. Se vio a Sirena tratando de cantar a varios héroes y miembros de H.I.V.E. para que se sometieran, pero Jesse Quick la detuvo primero y luego escapó con Vándalo Salvaje. Ella es una seguidora de la religión Vudú.
Sirena fue vista brevemente durante el ataque a Zandia por Young Justice. En el número 50, Siren es el primer obstáculo que Young Justice debe superar para aterrizar realmente en Zandia. Ella trata de evitar que Lagoon Boy aplaste la costa de Zandia con un maremoto tratando de hipnotizarlo y prometiendo convertirlo "de niño en hombre". Jayna, una de los Gemelos Fantásticos, la detiene. Su destino final sigue siendo desconocido.
Durante la trama de Crisis infinita, Sirena se convirtió en un miembro de la Sociedad Secreta de Super Villanos de Alexander Luthor, Jr.

## Poderes y habilidades
Hila tiene poderes idénticos a los de Mera. Su mundo está completamente cubierto de agua y su raza son los anfibios. Nadar es su equivalente a caminar. Su principal poder es la hidrocinesis. Tienen la capacidad de aumentar psiónicamente la densidad de los volúmenes de agua y darles forma para crear construcciones de agua dura. Ella puede usarlos para causar daño por fuerza contundente o simplemente ahogar a los oponentes. Tiene poderes telepáticos de bajo nivel, lo que le permite comunicarse con los demás. No puede percibir los pensamientos de las personas que no le transmiten. Su principal debilidad es común a toda su raza. El plomo les hace perder sus poderes hidrocinéticos durante el tiempo que dure su exposición.
La segunda Sirena es una sirena y puede convertir su cola en un par de patas, lo que le permite caminar sobre la tierra. Además de eso, Sirena puede pararse detrás de ella durante un período de tiempo desconocido. Parece que puede sobrevivir fuera del agua durante períodos de tiempo más largos. Ella tiene un tono de piel verde claro y ojos completamente negros. Sirena es de la ensenada de Benín, lo que la hace vulnerable a las bajas temperaturas. Como las sirenas del mito, Sirena usa su voz como su arma principal. Canta canciones hipnóticas, obligando a la gente a seguir todas sus órdenes. Esto también funciona en Tempest, que es atlante. Durante su aparición en Young Justice, parece haber perfeccionado esa habilidad para no tener que cantar para hipnotizar a alguien. Se muestra la sirena, en Aquaman, para tener una fuerza sobrehumana, dándole la capacidad de irrumpir en un avión.

## Otras versiones

### Flashpoint
En la línea de tiempo alternativa del evento Flashpoint, la versión Hila de Sirena ayuda a Aquaman en su guerra contra las Amazonas. Ella junto con Orm intentaron matar a Terra debido a su valor en la batalla y sobre todo porque Sirena quería venganza por la muerte de su hermana, pero es asesinada por Penthesileia (hermana de Hippolyta).

## En otros medios

### Televisión
- Una sirena no relacionada apareció en el episodio de Batman, "Wail of the Siren" interpretada por Joan Collins. Lorelei Circe es una cantante de fama mundial que comenzó como una aliada subestimada de Riddler en el episodio anterior "Ring Around the Riddler" para hacer que los hombres cayeran bajo su poderosa voz de canto. Ella le dijo a Riddler que tiene sus propios planes para Batman. Después del arresto de Riddler, Sirena se fue en solitario con un plan propio para convertirse en la mujer más rica y perversa de Gotham City. Como se ve en "Wail of the Siren", ella puso al comisionado James Gordon bajo su hechizo para que se refugiara en el Batimóvil y descubriera las verdaderas identidades de Batman y Robin.
- Otra Sirena no relacionada (que aparece en forma humana como "Nadia") apareció en el episodio piloto de Aquaman, interpretada por Adrianne Palicki. Se muestra que es la villana responsable de la muerte de la madre de Aquaman, Atlanna.
- La Sirena de la serie de televisión Batman de los años 60 aparece en el episodio de Batman: The Brave and the Bold, "El Día del Caballero Oscuro". Se la muestra como una reclusa en la Penitenciaría Iron Heights y participa en un intento de fuga masiva solo para ser frustrada por Batman y Green Arrow.

### Película
- La versión de Lorelei Circe de Sirena aparece en Batman: Return of the Caped Crusaders. Ella se encuentra entre los villanos que Robin y Catwoman tuvieron que escapar de la Penitenciaría de Gotham City para luchar contra un Batman alterado por Batnip y sus clones.
- Sirena aparece como la principal antagonista de DC Super Hero Girls: Leyendas de Atlantis, con la voz de Erica Lindbeck. Sirena, una fugitiva hambrienta de poder que huyó con el Libro de las Leyendas de Xebel con su hermana gemela Mera, Sirena es una bruja marina que trató de robar el Tridente de Atlantis y usarlo para conquistar el mundo. Una vez después de adquirir y volver a adquirir los artefactos necesarios para cumplir sus ambiciones; ella traicionó a su hermana y la arrojó a la mazmorra mientras se preparaba para hundir Superhero High junto con Metrópolis. Sirena fue derrotada por las Superhero Girls, su lamentada hermana y el Rey Aquaman, a lo que fue exiliada a Xebel, donde su castigo se decidiría después de la batalla.

### Varios
En Batman '66 (que se basa en la serie de televisión de la década de 1960), aparece Sirena donde colaboró con Chandell.